# Сталетті
Сталетті (італ. Stalettì, сиц. Stalattì) — муніципалітет в Італії, у регіоні Калабрія,  провінція Катандзаро.
Сталетті розташоване на відстані близько 490 км на південний схід від Рима, 16 км на південь від Катандзаро.
Населення — 2451 особа (2014).
Щорічний фестиваль відбувається 17 листопада. Покровитель — San Gregorio.

## Демографія
Населення за роками:

Станом на 1 січня 2023 року в муніципалітеті офіційно проживало 97 іноземців з 26 країн, серед них 39 громадян країн Євросоюзу та 9 громадян України.

## Сусідні муніципалітети
- Монтауро
- Скуїллаче